# Biała (województwo małopolskie)
Biała – wieś w Polsce, położona w województwie małopolskim w powiecie tarnowskim, gminie Tarnów. Wieś sąsiaduje z Tarnowem, leży przy ujściu Białej do Dunajca.
W latach 1975–1998 wieś administracyjnie należała do województwa tarnowskiego. Od 1999 znajduje się w powiecie tarnowskim.
30 września 2017 roku wieś liczyła 523 mieszkańców.

## Integralne części wsi
| SIMC    | Nazwa  | Rodzaj    |
| ------- | ------ | --------- |
| 0832657 | Piekło | część wsi |

## Przynależność administracyjna
Do 1934 Biała stanowiła jednostkową gminę wiejską. 1 sierpnia 1934 weszła w skład gminy Klikowa w województwie krakowskim. 20 kwietnia 1951 siedzibę gminy przeniesiono z Klikowej do Łęgu koło Partynia, a jednostkę przemianowano na gminę Łęg Tarnowski. 1 lipca 1976 Biała znalazła się w gminie Tarnów.

## Historia
Pierwsze wzmianki o Białej pochodzą z XIV wieku. W dokumencie z lat 1398–1399 jako właściciele wsi wymienieni są Spytek, Tomek i Jakusz Bielscy. Wieś dzieliła się na dwie części: Białą Wielką – własność szlachecką i Białą Małą – własność duchowieństwa. Posiadaną przez siebie część wsi Spycimir Leliwita, kasztelan krakowski nadał bowiem plebanowi tarnowskiemu. Od 1400 część ta stanowiła uposażenie kustodii przy kolegiacie tarnowskiej.
Jan Długosz w Liber beneficiorum pisze, że około 1470 w Białej Małej był dwór z ogrodem i sadem, folwark oraz młyn, zaś w Białej Wielkiej karczma i folwark. W 1518 część szlachecką Białej kupiła Barbara z Zalasowskich, żona Jakuba, rajcy tarnowskiego. Według księgi poborów podatków z 1536 w obu częściach wsi było po 4 kmieci. W 1580 istniał młyn na Dunajcu, a przy nim funkcjonowała napędzana także energią wody piła traczna. Pod koniec XVI wieku części we wsi mieli Andrzej i Ambroży Ankwiczowie, Józef Romer i Mysłakowski. Od 1753 Biała wymieniana jest w spisie dóbr tarnowskich księcia Hieronima Sanguszki. W XIX wieku Biała była ważnym ośrodkiem młynarstwa, znajdowało się w niej 7 młynów wodnych.
W 1921 w Białej były 42 budynki mieszkalne i 212 mieszkańców. W 1929 na południe od wsi, tuż za Białą, powstała Państwowa Fabryka Związków Azotowych w Mościcach. Część mieszkańców znalazło w niej pracę. Negatywnym skutkiem był wzrost zanieczyszczenia powietrza oraz wody. W lipcu 1934 wielka powódź zniszczyła we wsi wiele gospodarstw, woda zalała pola uprawne.
W kampanii wrześniowej 1939 Biała znalazła się na linii frontu, podczas walk toczonych w dniach 5–6 września zniszczeniu uległo 17 gospodarstw. 29 lipca 1944 podczas przypadkowego starcia z niemieckimi żołnierzami we wsi zginęło trzech młodych żołnierzy z dowodzonego przez Stefana Kasprzyka plutonu Szarych Szeregów, należącego do placówki AK „Monika” w Mościcach. 26 września 1982 przy wale przeciwpowodziowym odsłonięto pomnik, zaprojektowany przez Marka Benewiata, upamiętniający to wydarzenie. Każdego roku odbywają się przy nim uroczystości rocznicowe.
W latach 70. XX wieku zbudowano kładkę nad Białą łączącą miejscowość z Zakładami Azotowymi w Tarnowie. 28 października 1990 biskup Władysław Bobowski poświęcił w Białej kaplicę pw. Dobrego Pasterza, w której nabożeństwa odprawiają księża z parafii w Łęgu Tarnowskim. W 2009 zerwaną kilka lat wcześniej kładkę na Białej odbudowało wojsko.

## Galeria

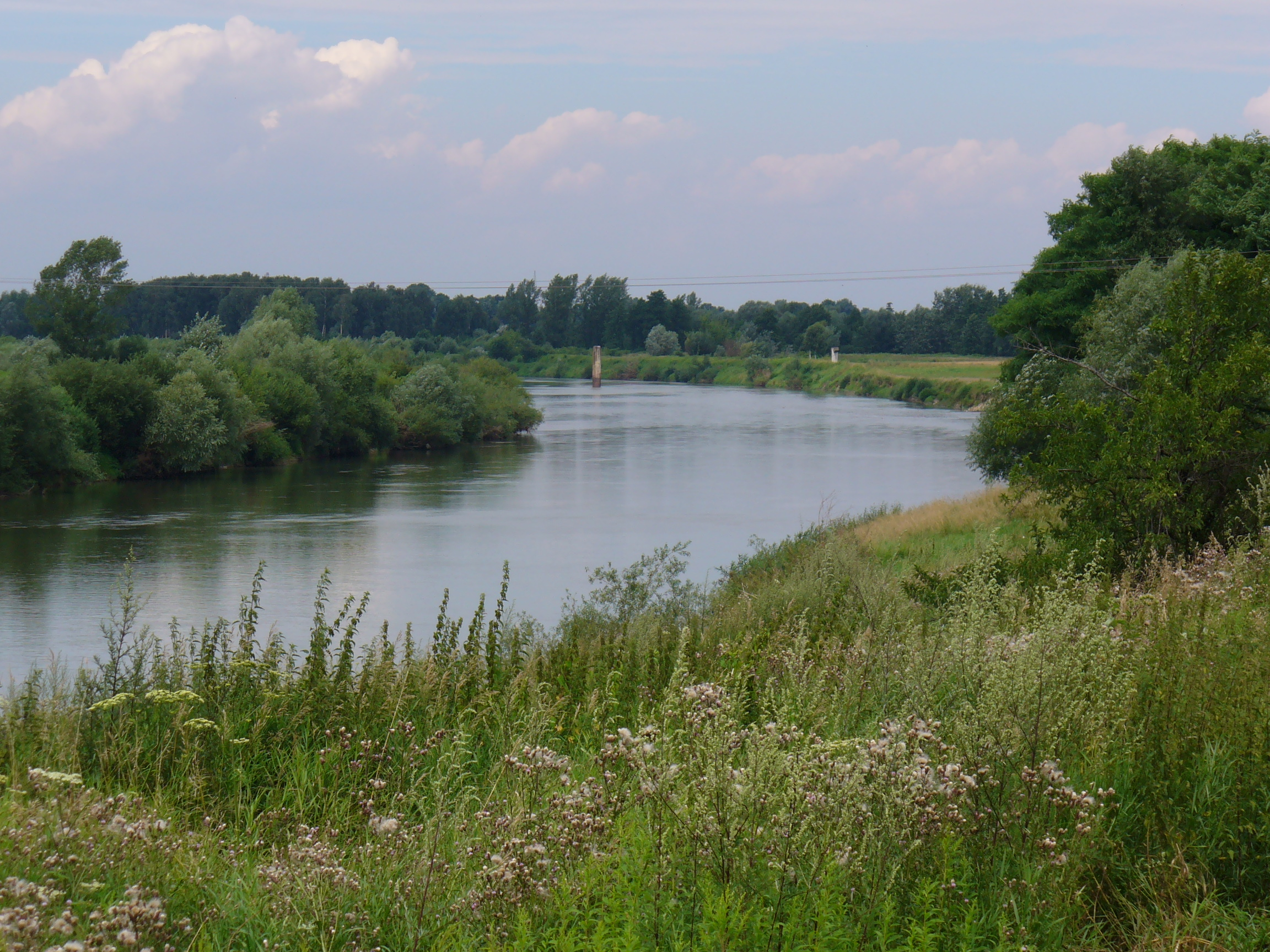
Dunajec w Białej
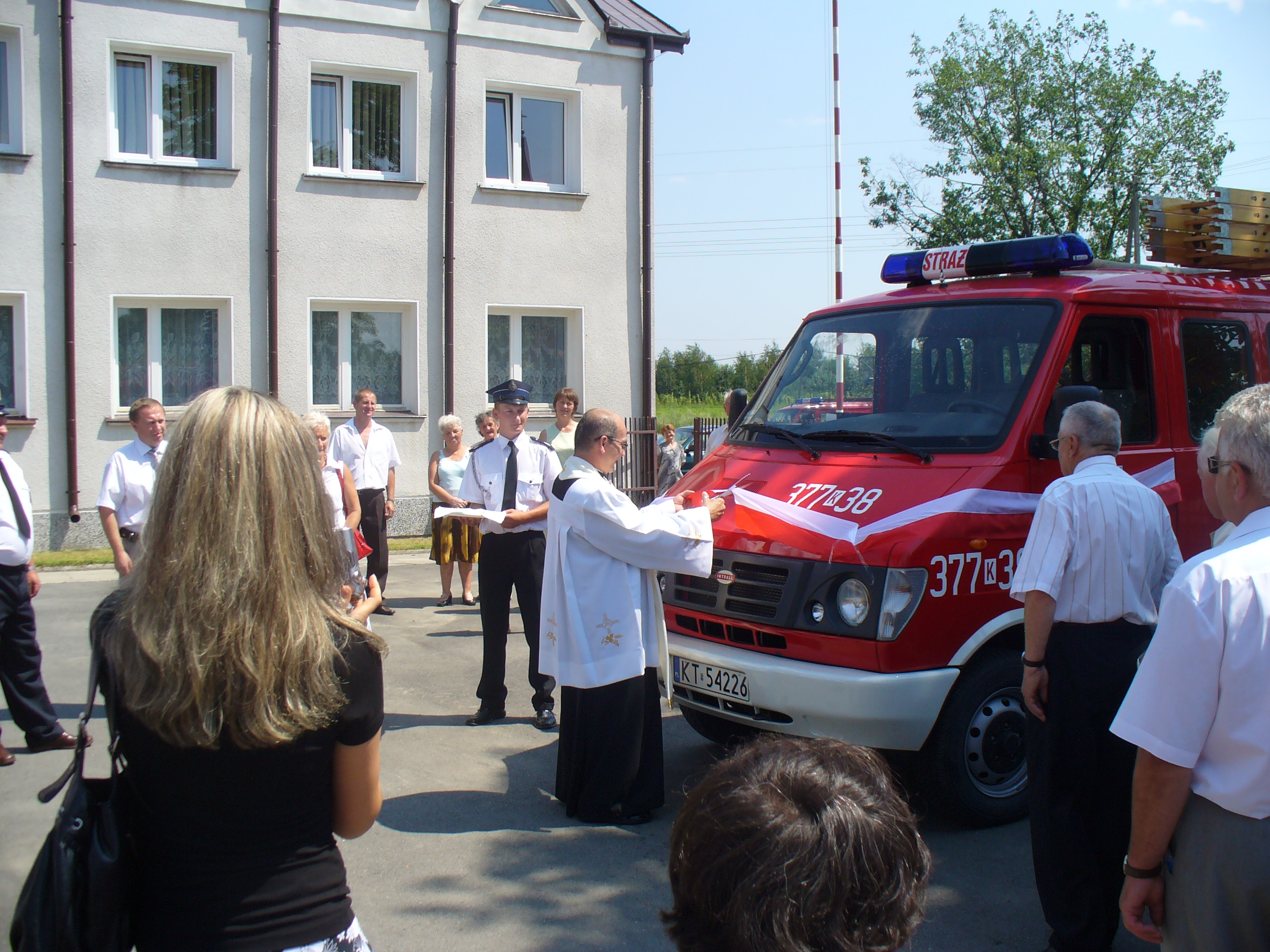
Poświęcenie nowego wozu strażackiego
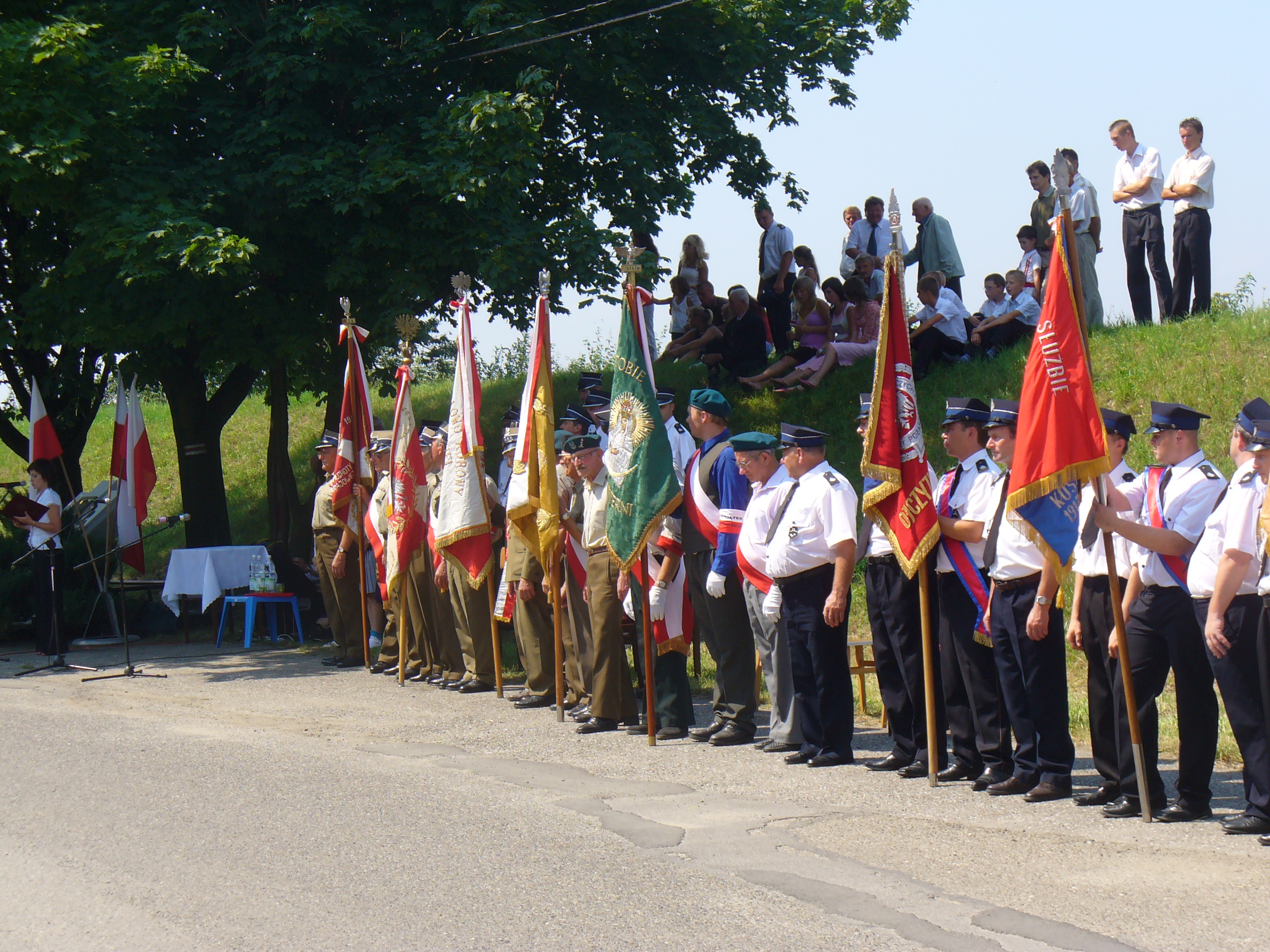
Uroczystości przy pomniku poległych żołnierzy
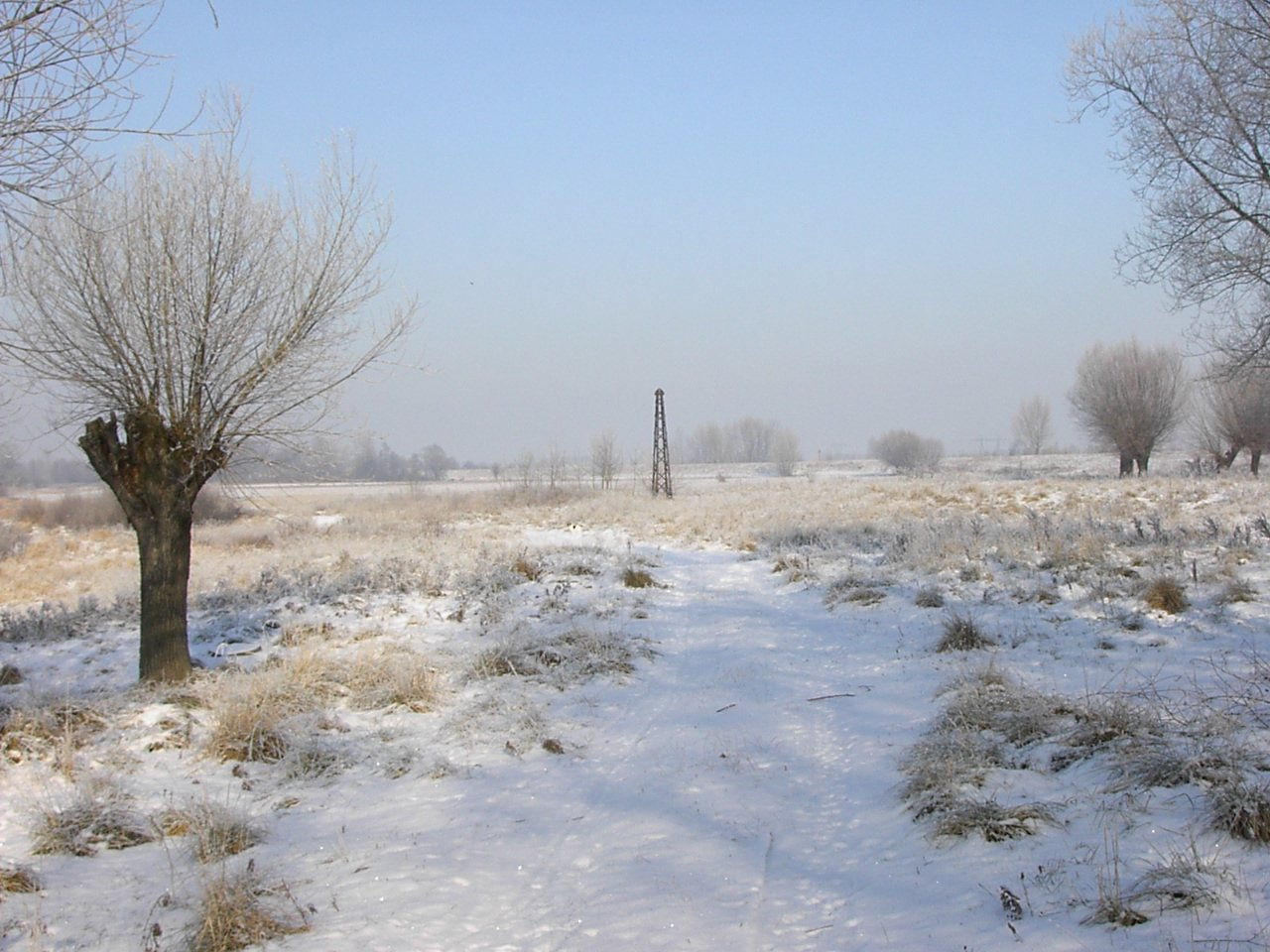
Pozostałości przeprawy promowej
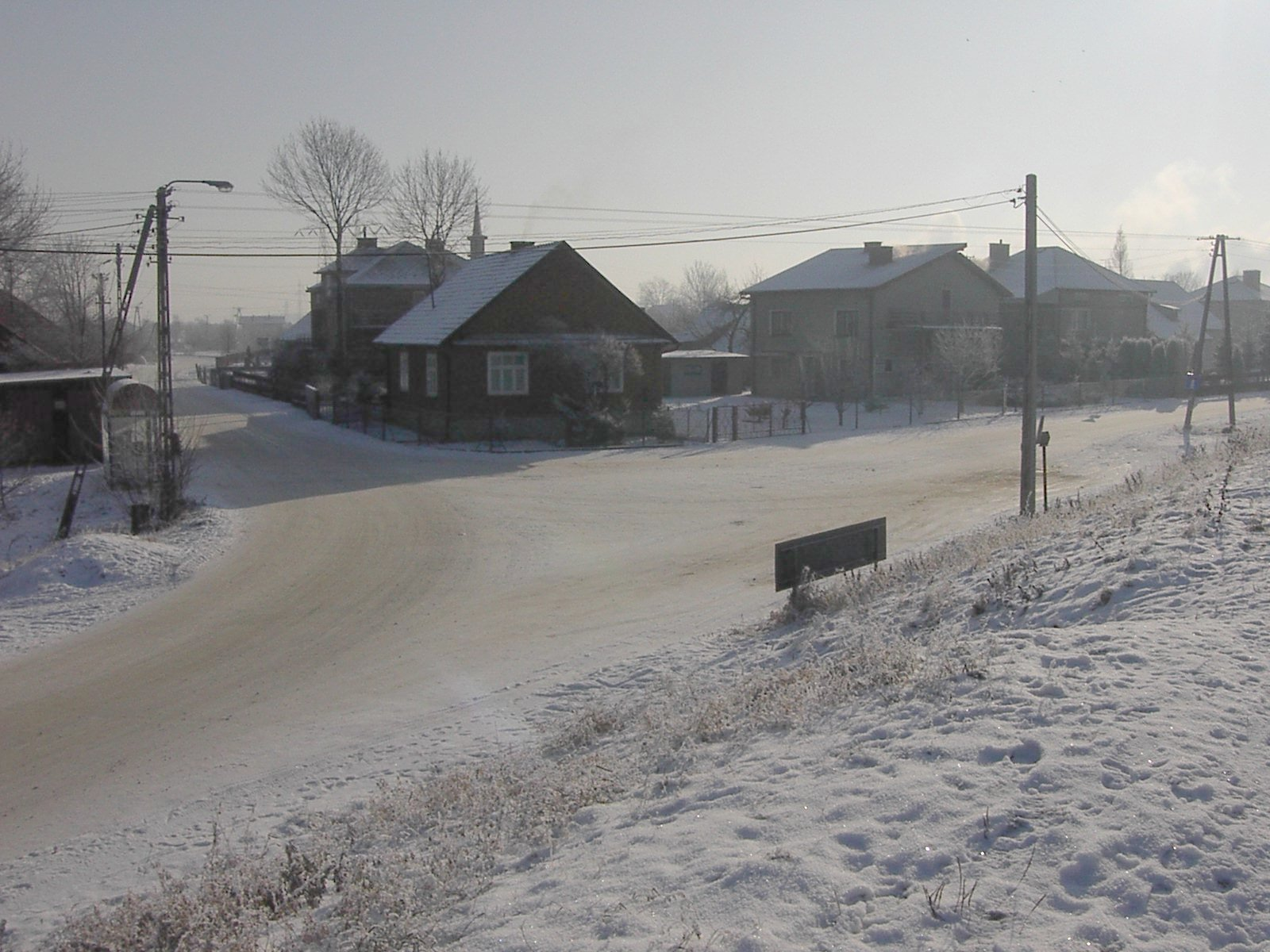
Pętla autobusowa zimą